# دوري سلتيك 2001–02
دوري سلتيك 2001–02 هو الموسم 1 من  بطولة اتحاد الرغبي. أقيم خلال الفترة 17 أغسطس 2001 وحتى 15 ديسمبر 2001، وكان عدد الأندية المشاركة فيه  15، وفاز فيه لينستر رغبي.